# マルコ・アメリア
マルコ・アメリア（Marco Amelia, 1982年4月2日 - ）は、イタリア・ラツィオ州フラスカーティ出身のサッカー選手。ポジションはゴールキーパー。苗字は「アメーリア」とも表記される。

## 経歴

### クラブ
ASローマのユース出身。2000年にトップ昇格を果たすがフランチェスコ・アントニオーリの前に出番はなく、2001年にASリヴォルノ・カルチョにレンタル移籍。この年は1試合しか出場できなかったものの、シーズン終了後に完全移籍した。2002-03シーズンはレギュラーを掴み35試合に出場した。その後USレッチェ、パルマFCへのレンタル移籍を経て、2004年にリヴォルノ復帰。復帰後は正GKに定着し、ビッグクラブからも注目を集めるようになる。
2008年6月5日、リヴォルノのセリエB降格に伴い、パレルモへ移籍。パレルモでも正GKとして活躍した。2009年8月5日、ルビーニョとのトレードでジェノアCFCへ移籍した。ジェノアでも引き続き正GKを務めた。
2010年6月23日、ジーダが退団したACミランにレンタル移籍した。ジーダがつけていた背番号1番を与えられ、当初はレギュラー候補と目されていたが、クリスティアン・アッビアーティが予想以上の好パフォーマンスを披露したためローマ時代以来となる控えに甘んじた。ミランは7季ぶりにスクデットを獲得したものの、出場は4試合にとどまり試合でも失点を重ね低調な出来に終始した。
2011年6月14日、ミランへ完全移籍。
2013-14シーズン終了後にミランを退団。2014年10月、イタリア6部のロッカ・プリオーラへ選手兼役員として加入。
2015年10月、正GKのティボ・クルトゥワが負傷したチェルシーFCに加入。
2017年2月27日、セリエBのヴィチェンツァ・カルチョに6か月の契約で加入した。

### 代表
イタリア代表としては、U-15代表から各世代で選出されている。U-21代表を経て、2005年11月16日に行われた親善試合のコートジボワール戦でフル代表デビューした。ワールドカップ・ドイツ大会では出場機会こそなかったものの、優勝メンバーの1人となった。
その後、EURO2008では予選から本大会に至るまでジャンルイジ・ブッフォンに次ぐ第2GKを務めた。しかしFIFAコンフェデレーションズカップ2009以降は代表から遠ざかるようになり、2010年の南アフリカW杯のメンバーに落選。それ以降はサルヴァトーレ・シリグ等の台頭もあってさらに厳しい立場となっている。

## 特徴
判断力と反射神経は目を見張るものがあるが、ディフェンダーとの連携やポジショニングセンスに課題は残る。また精神面の弱さを露呈する影響もあり、FIFAコンフェデレーションズカップ2009以降は代表から遠ざかる結果となっている。

## エピソード
- 2006年11月3日にベオグラードで行われたUEFAカップグループリーグ第2戦、パルチザン・ベオグラード戦で1点ビハインドの後半43分のFKのチャンスにペナルティエリア内まで侵入、FKを頭で合わせ同点劇に貢献した。
- 2009年10月17日に行われたジェノア対インテル・ミラノ戦にて、ペナルティエリア右側にいたアメリアが、確保したボールをハーフライン付近へ大きく蹴りだしたところ、その落下地点にいたインテルのスタンコビッチが、ボールが着地するより前にダイレクトでゴールめがけて大きなボレーシュートを打ち、予想外の事態にアメリアはゴールマウスへ帰るのが遅れたため得点を奪われるという珍事が発生した。

## 所属クラブ
- ASローマ 2000-2002

→ ASリヴォルノ・カルチョ 2001-2002　(loan)
- ASリヴォルノ・カルチョ 2002-2008

→ USレッチェ 2003　(loan)
→ パルマFC 2004　(loan)
- USチッタ・ディ・パレルモ 2008-2009
- ジェノアCFC 2009-2011

→ ACミラン 2010-2011　(loan)
- ACミラン 2011-2014
- ロッカ・プリオーラ 2014
- ペルージャ・カルチョ 2015
- A.S. Lupa Castelli Romani 2015
- チェルシーFC 2015-2016
- ヴィチェンツァ・カルチョ 2017

## 代表歴

### 出場大会
- イタリア代表
  - 2006 FIFAワールドカップ

### 試合数
- 国際Aマッチ 9試合 0得点（2005年-2009年）[2]

| イタリア代表 | 国際Aマッチ | 国際Aマッチ |
| 年           | 出場        | 得点        |
| ------------ | ----------- | ----------- |
| 2005         | 1           | 0           |
| 2006         | 2           | 0           |
| 2007         | 2           | 0           |
| 2008         | 3           | 0           |
| 2009         | 1           | 0           |
| 通算         | 9           | 0           |